# Судова замальовка

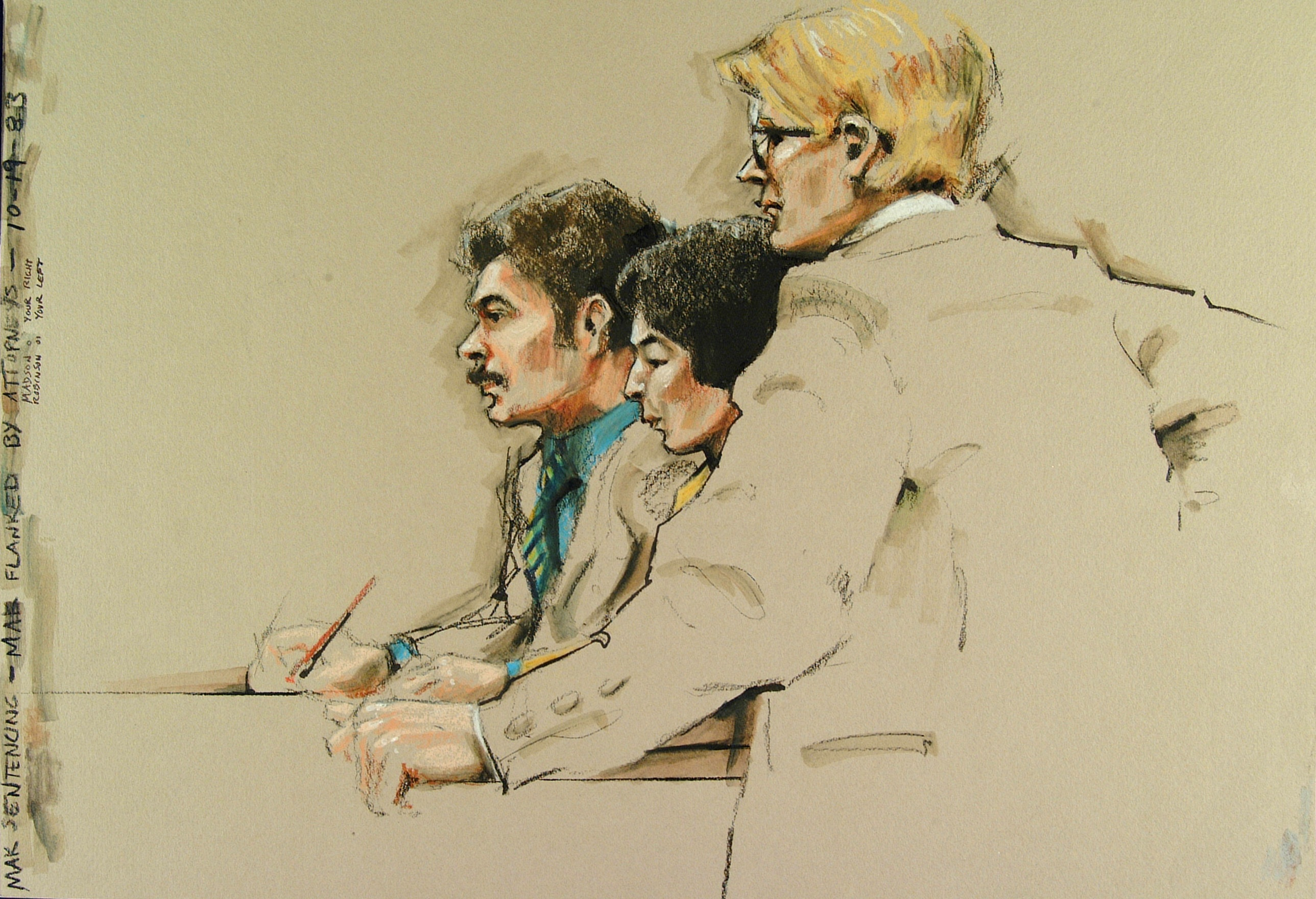
Судова замальовка обвинуваченого в оточенні двох адвокатів, намальована приблизно за вісім хвилин

Судова замальовка — це художнє зображення засідання суду. У судових системах ряду країн і декількох штатів США фото — і відеозйомка засідання суду заборонені, щоб не відволікати учасників і зберегти приватність. Це змушує засоби масової інформації покластися на художників-замальовувачів для ілюстрування засідання.

## Створення судових замальовок
Художники-замальовувачі присутні на судових засіданнях серед глядачів. У Великій Британії
і Гонконзі
їм заборонено робити начерки, поки йдуть судові дебати, тому судові художники змушені створювати малюнки по пам'яті вже поза судових засідань.
Художники, які працюють у цій сфері діяльності, вміють швидко створювати портрети підсудних і судові сцени, а потім продають ці малюнки ЗМІ. У більшості випадків — це газети, журнали і телевізійні мас-медіа, які в деяких західних країнах не мають права знімати судові процеси. Типовий судовий малюнок виповнюється пастельними олівцями, крейдою; також популярні судові графічні роботи, виконані простими олівцями, вугіллям і навіть кульковими ручками. У середньому типовий судовий художник (як правило, не має постійного договору ні з одним видавництвом) проводить на судових засіданнях до 45 годин на тиждень. Художник отримує від замовника плату або безпосередньо за кожну графічну роботу, або подобові комісійні. Крім традиційних ЗМІ, які купують судові замальовки, подібні роботи нерідко цікавлять електронні ЗМІ, а також юристів, суддів або рядових учасників суду, включаючи глядачів. Якщо судовий процес мав якусь історичну або юридичну цінність, то судові замальовки охоче купують музеї. Наприклад, Національний музей Австралії викупив у Australian Broadcasting Corporation серію судових малюнків у справі Лінди Чемберлейн.
Судовий замальовувач завжди повинен вміти працювати швидко, нерідко у нього є лише кілька хвилин, щоб запам'ятати підсудних. Ті, хто працюють за замовленням телебачення, як правило, створюють свої начерки за ті кілька хвилин, що триває попереднє слухання по якому-небудь «гарячого» справі, щоб телевізійники могли їх продемонструвати максимально оперативно.

## Історія

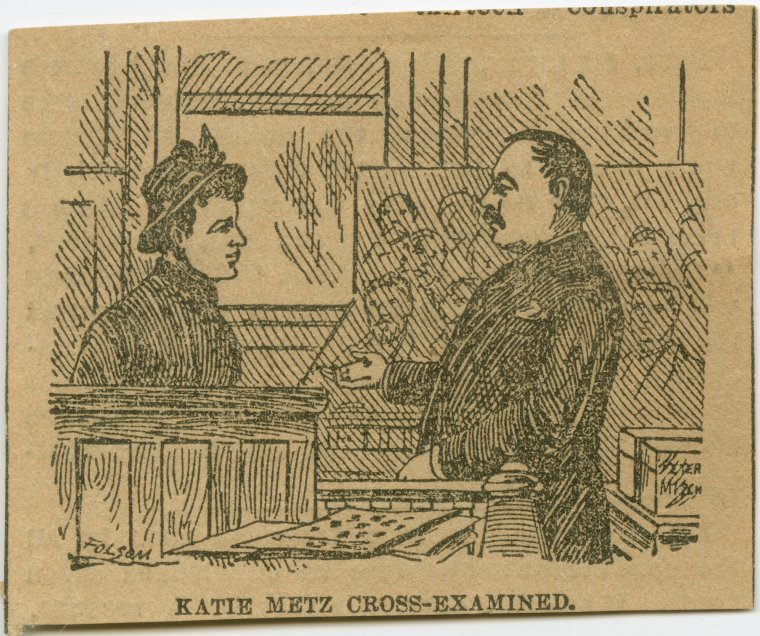
Судова замальовка 1889 року з суду над екс-олдерменом Томасом Клірі, опублікована в The New York Times

Судові замальовки в США відраховує свою історію від суду над салемскімі відьмами у XVII столітті. Зарисовщики були присутні на суді над аболіціоністом Джоном Брауном. В середині XIX століття було кілька добре відомих судових зарисовщиков-естампістів, наприклад Джордж Калеб Бінгем Девід Бліт (англ. David G. Blyth). Ці замальовки відтворювалися як гравіювання у друкованих виданнях тої епохи задовго до появи фотографії як засобу для новинного висвітлення судових засідань.
Публікації фотографій у новинах стали широко поширені в 1950-ті роки, але суди неохоче дозволяли як камери, так і судові нариси, оскільки вважалося, що вони можуть збентежити або відвернути увагу учасників судового засідання. Художник Іда Ліббі Денгроув (англ. Ida Libby Dengrove) протестувала проти цих обмежень, та поступово суди почали дозволяти художникам, які сидять на місцях для публіки, виконувати замальовки під час судового розгляду.
Камери вперше були дозволені в американських залах суду у середині 1980-х років.
З того часу затребуваність судових замальовок сильно знизилася. Тепер вони використовуються тільки на тих особливих судових засіданнях, на яких камери заборонені, наприклад : Сполучені Штати проти Бредлі Меннінга.